# 卫冀隆
衛冀隆，北魏學者。遼西人，曾任國子博士。學問師承自服虔。曾經撰寫《難杜》，對杜預春秋的六十三條注文進行駁斥。後書失傳。
清朝王謨的《漢魏遺書鈔》，收入從《春秋正義》中摘抄出八條被引用的《難杜》部分。